# Kościół św. Teresy od Dzieciątka Jezus w Rybniku
Kościół i Sanktuarium świętej Teresy od Dzieciątka Jezus – rzymskokatolicki kościół parafialny należący do dekanatu Rybnik archidiecezji katowickiej. Znajduje się w rybnickiej dzielnicy Chwałowice.
Obecna świątynia została wzniesiona według projektu opracowanego w Przedsiębiorstwie Budowlanym J. Rossola w Rybniku w latach 1926-1928. Kościół został poświęcony w dniu 7 października 1928 roku przez księdza infułata Wilhelma Kasperlika. Wystrój wnętrza dostosowanego do odnowionej liturgii posoborowej został opracowany w latach 1964-1965 przez Zygmunta Brachmańskiego. W dniu 3 kwietnia 2005 roku świątynia została ustanowiona sanktuarium św. Teresy od Dzieciątka Jezus przez arcybiskupa Damiana Zimonia.

## Organy
W kościele na chórze znajdują się 20-głosowe organy piszczałkowe. Zostały zbudowane w 1933 roku przez organmistrzów Klimosza i Dyrszlaga. Instrument wyposażony jest w dwa manuały, klawiaturę nożną i trakturę pneumatyczną. Prospekt eklektyczny, neobarokowo-neoklasycystyczny, architektoniczny, malowany – kremowo-złoty, trójsegmentowy. Wszystkie segmenty ujęte w obramienia pilastrowe, zwieńczone odcinkami falujących gzymsów, oddzielone wąskimi segmentami z odcinkami belkowania. Dekoracja snycerska złocona, w formie uszu, kotar, zwisów i zwieńczeń o ornamentach roślinnych. Na zewnętrznych krawędziach segmentów putta, u szczytu segmentu centralnego anioł pod palmetą.